# Bambini nel tempo (film)
Bambini nel tempo è un film per la televisione del 2017 diretto da Julian Farino, ispirato dal romanzo omonimo di Ian McEwan del 1987.

## Trama
Stephen Lewis perde Kate, la sua bambina, in un supermercato e se ne perdono le tracce. A distanza di mesi, quando la Polizia non ha più speranze di ritrovarla, l'elaborazione del dolore dei genitori è molto diversa: Stephen, che scrive per l’infanzia, è consumato dai sensi di colpa per l'errore commesso, mentre Julie, la madre, non riesce a perdonare il marito. La separazione è inevitabile e Stephen rimane a vivere in città, mentre lei decide di trasferirsi in un cottage di campagna. Gli anni successivi mettono a dura prova l'equilibrio mentale di Stephen, perseguitato dall'immagine della figlia ed incapace di superare l'accaduto.